# FK Amur-2010 Blagověščensk
FK Amur-2010 Blagověščensk (rusky: Футбольный клуб «Амур-2010» Благовещенск) byl ruský fotbalový klub sídlící ve městě Blagověščensk. Byl založen v roce 2010, zanikl v roce 2014.

## Sezóny
| Sezóna  | Liga                                | Pozice | Z  | V  | R  | P  | VG | OG | B  | Ruský pohár |
| ------- | ----------------------------------- | ------ | -- | -- | -- | -- | -- | -- | -- | ----------- |
| 2010    | Tretij divizion – sk. Dalnij Vostok | 5.     | 12 | 4  | 2  | 6  | 13 | 18 | 14 |             |
| 2011/12 | PFL – sk. Vostok                    | 11.    | 36 | 9  | 11 | 16 | 30 | 45 | 38 | 1/256       |
| 2012/13 | PFL – sk. Vostok                    | 4.     | 30 | 15 | 10 | 5  | 50 | 21 | 55 | 1/32        |
| 2013/14 | PFL – sk. Vostok                    | 4.     | 24 | 11 | 5  | 8  | 30 | 24 | 38 | 1/128       |